# Wereldkampioenschap superbike van Lausitz 2002
Het wereldkampioenschap superbike van Lausitz 2002 was de zevende ronde van het wereldkampioenschap superbike en het wereldkampioenschap Supersport 2002. De races werden verreden op 9 juni 2002 op de Lausitzring nabij Klettwitz, Duitsland.

## Superbike

### Race 1
| Pos | Nr  | Rijder               | Constructeur | Rondes | Tijd                | Grid | Punten |
| --- | --- | -------------------- | ------------ | ------ | ------------------- | ---- | ------ |
| 1   | 1   | Troy Bayliss         | Ducati       | 24     | 40:06.073           | 1    | 25     |
| 2   | 2   | Colin Edwards        | Honda        | 24     | +0.651              | 3    | 20     |
| 3   | 11  | Rubén Xaus           | Ducati       | 24     | +18.966             | 5    | 16     |
| 4   | 41  | Noriyuki Haga        | Aprilia      | 24     | +23.482             | 8    | 13     |
| 5   | 155 | Ben Bostrom          | Ducati       | 24     | +27.820             | 2    | 11     |
| 6   | 7   | Pierfrancesco Chili  | Ducati       | 24     | +35.642             | 6    | 10     |
| 7   | 52  | James Toseland       | Ducati       | 24     | +40.514             | 7    | 9      |
| 8   | 10  | Gregorio Lavilla     | Suzuki       | 24     | +47.096             | 9    | 8      |
| 9   | 99  | Steve Martin         | Ducati       | 24     | +47.527             | 10   | 7      |
| 10  | 19  | Lucio Pedercini      | Ducati       | 24     | +1:09.452           | 13   | 6      |
| 11  | 12  | Broc Parkes          | Ducati       | 24     | +1:09.623           | 15   | 5      |
| 12  | 20  | Marco Borciani       | Ducati       | 24     | +1:12.906           | 14   | 4      |
| 13  | 30  | Alessandro Antonello | Ducati       | 24     | +1:25.097           | 20   | 3      |
| 14  | 46  | Mauro Sanchini       | Kawasaki     | 24     | +1:33.351           | 18   | 2      |
| 15  | 66  | Alex Hofmann         | Kawasaki     | 24     | +1:36.265           | 16   | 1      |
| 16  | 28  | Serafino Foti        | Ducati       | 23     | +1 ronde            | 22   |        |
| 17  | 5   | Mark Heckles         | Honda        | 23     | +1 ronde            | 19   |        |
| 18  | 36  | Ivan Clementi        | Kawasaki     | 23     | +1 ronde            | 21   |        |
| 19  | 69  | Thierry Mulot        | Honda        | 23     | +1 ronde            | 23   |        |
| DNF | 33  | Juan Borja           | Ducati       | 18     | Uitgevallen         | 11   |        |
| DNF | 6   | Peter Goddard        | Benelli      | 18     | Uitgevallen         | 17   |        |
| DNF | 100 | Neil Hodgson         | Ducati       | 11     | Schade ongeluk      | 4    |        |
| DNF | 23  | Jiří Mrkývka         | Ducati       | 9      | Uitgevallen         | 24   |        |
| DNF | 9   | Chris Walker         | Kawasaki     | 0      | Uitgevallen         | 12   |        |
| DNQ | 40  | Giuliano Sartoni     | Ducati       | 0      | Niet gekwalificeerd |      |        |
| DNQ | 70  | Yann Gyger           | Honda        | 0      | Niet gekwalificeerd |      |        |
| DNQ | 123 | Teodor Myszkowski    | Yamaha       | 0      | Niet gekwalificeerd |      |        |

### Race 2
| Pos | Nr  | Rijder               | Constructeur | Rondes | Tijd                | Grid | Punten |
| --- | --- | -------------------- | ------------ | ------ | ------------------- | ---- | ------ |
| 1   | 1   | Troy Bayliss         | Ducati       | 24     | 40:09.633           | 1    | 25     |
| 2   | 2   | Colin Edwards        | Honda        | 24     | +1.650              | 3    | 20     |
| 3   | 11  | Rubén Xaus           | Ducati       | 24     | +5.065              | 5    | 16     |
| 4   | 155 | Ben Bostrom          | Ducati       | 24     | +13.963             | 2    | 13     |
| 5   | 41  | Noriyuki Haga        | Aprilia      | 24     | +20.032             | 8    | 11     |
| 6   | 7   | Pierfrancesco Chili  | Ducati       | 24     | +28.966             | 6    | 10     |
| 7   | 52  | James Toseland       | Ducati       | 24     | +31.380             | 7    | 9      |
| 8   | 100 | Neil Hodgson         | Ducati       | 24     | +38.343             | 4    | 8      |
| 9   | 9   | Chris Walker         | Kawasaki     | 24     | +54.252             | 12   | 7      |
| 10  | 19  | Lucio Pedercini      | Ducati       | 24     | +1:02.521           | 13   | 6      |
| 11  | 99  | Steve Martin         | Ducati       | 24     | +1:02.795           | 10   | 5      |
| 12  | 20  | Marco Borciani       | Ducati       | 24     | +1:04.210           | 14   | 4      |
| 13  | 66  | Alex Hofmann         | Kawasaki     | 24     | +1:19.737           | 16   | 3      |
| 14  | 46  | Mauro Sanchini       | Kawasaki     | 24     | +1:23.765           | 18   | 2      |
| 15  | 6   | Peter Goddard        | Benelli      | 24     | +1:24.325           | 17   | 1      |
| 16  | 28  | Serafino Foti        | Ducati       | 24     | +1:35.748           | 22   |        |
| 17  | 5   | Mark Heckles         | Honda        | 24     | +1:41.574           | 19   |        |
| DNF | 30  | Alessandro Antonello | Ducati       | 19     | Ongeluk             | 20   |        |
| DNF | 12  | Broc Parkes          | Ducati       | 19     | Uitgevallen         | 15   |        |
| DNF | 33  | Juan Borja           | Ducati       | 14     | Uitgevallen         | 11   |        |
| DNF | 36  | Ivan Clementi        | Kawasaki     | 8      | Uitgevallen         | 21   |        |
| DNF | 69  | Thierry Mulot        | Honda        | 7      | Uitgevallen         | 23   |        |
| DNF | 10  | Gregorio Lavilla     | Suzuki       | 1      | Ongeluk             | 9    |        |
| DNS | 23  | Jiří Mrkývka         | Ducati       | 0      | Niet gestart        | 24   |        |
| DNQ | 40  | Giuliano Sartoni     | Ducati       | 0      | Niet gekwalificeerd |      |        |
| DNQ | 70  | Yann Gyger           | Honda        | 0      | Niet gekwalificeerd |      |        |
| DNQ | 123 | Teodor Myszkowski    | Yamaha       | 0      | Niet gekwalificeerd |      |        |

## Supersport
Fabien Foret, James Whitham en Paolo Casoli werden gediskwalificeerd omdat hun motorfietsen niet aan de technische reglementen voldeden.
| Pos | Nr  | Rijder                | Constructeur | Rondes | Tijd                | Grid | Punten |
| --- | --- | --------------------- | ------------ | ------ | ------------------- | ---- | ------ |
| 1   | 37  | Katsuaki Fujiwara     | Suzuki       | 23     | 40:03.477           | 3    | 25     |
| 2   | 1   | Andrew Pitt           | Kawasaki     | 23     | +0.633              | 2    | 20     |
| 3   | 12  | Stéphane Chambon      | Suzuki       | 23     | +0.970              | 7    | 16     |
| 4   | 91  | Christian Kellner     | Yamaha       | 23     | +2.618              | 8    | 13     |
| 5   | 17  | Chris Vermeulen       | Honda        | 23     | +16.811             | 9    | 11     |
| 6   | 3   | Jörg Teuchert         | Yamaha       | 23     | +20.623             | 11   | 10     |
| 7   | 5   | Kevin Curtain         | Yamaha       | 23     | +20.759             | 10   | 9      |
| 8   | 20  | Stefano Cruciani      | Yamaha       | 23     | +36.880             | 16   | 8      |
| 9   | 11  | Piergiorgio Bontempi  | Ducati       | 23     | +38.496             | 4    | 7      |
| 10  | 9   | Iain MacPherson       | Honda        | 23     | +39.217             | 17   | 6      |
| 11  | 15  | Alessio Corradi       | Yamaha       | 23     | +41.790             | 20   | 5      |
| 12  | 81  | Robert Ulm            | Honda        | 23     | +43.247             | 15   | 4      |
| 13  | 118 | Christian Zaiser      | Yamaha       | 23     | +49.393             | 14   | 3      |
| 14  | 7   | Karl Muggeridge       | Honda        | 23     | +51.439             | 6    | 2      |
| 15  | 18  | José David de Gea     | Honda        | 23     | +1:02.232           | 25   | 1      |
| 16  | 44  | Antonio Carlacci      | Yamaha       | 23     | +1:06.565           | 22   |        |
| 17  | 16  | Gianluca Nannelli     | Ducati       | 23     | +1:07.130           | 21   |        |
| 18  | 64  | Claudio Cipriani      | Yamaha       | 23     | +1:09.564           | 24   |        |
| 19  | 26  | Rico Penzkofer        | Ducati       | 23     | +1:18.194           | 23   |        |
| DNF | 14  | Diego Giugovaz        | Yamaha       | 20     | Ongeluk             | 26   |        |
| DNF | 8   | James Ellison         | Kawasaki     | 10     | Uitgevallen         | 19   |        |
| DNF | 13  | Christophe Cogan      | Honda        | 2      | Ongeluk             | 12   |        |
| DNF | 42  | Matthieu Lagrive      | Yamaha       | 1      | Ongeluk             | 18   |        |
| DNF | 60  | Ron van Steenbergen   | Honda        | 1      | Ongeluk             | 29   |        |
| DNF | 33  | Rob Frost             | Yamaha       | 0      | Ongeluk             | 27   |        |
| DSQ | 99  | Fabien Foret          | Honda        | 23     | Gediskwalificeerd   | 1    |        |
| DSQ | 69  | James Whitham         | Yamaha       | 23     | Gediskwalificeerd   | 5    |        |
| DSQ | 2   | Paolo Casoli          | Yamaha       | 23     | Gediskwalificeerd   | 13   |        |
| DNS | 51  | Kyro Verstraeten      | Honda        | 0      | Niet gestart        | 28   |        |
| DNQ | 71  | Werner Daemen         | Honda        | 0      | Niet gekwalificeerd |      |        |
| DNQ | 116 | Sébastien Charpentier | Honda        | 0      | Niet gekwalificeerd |      |        |

## Tussenstanden na wedstrijd

### Superbike
| Pos | Nr  | Rijder        | Team    | Punten |
| --- | --- | ------------- | ------- | ------ |
| 1   | 1   | Troy Bayliss  | Ducati  | 310    |
| 2   | 2   | Colin Edwards | Honda   | 271    |
| 3   | 100 | Neil Hodgson  | Ducati  | 165    |
| 4   | 41  | Noriyuki Haga | Aprilia | 153    |
| 5   | 11  | Rubén Xaus    | Ducati  | 152    |

### Supersport
| Pos | Nr | Rijder            | Team     | Punten |
| --- | -- | ----------------- | -------- | ------ |
| 1   | 12 | Stéphane Chambon  | Suzuki   | 112    |
| 2   | 1  | Andrew Pitt       | Kawasaki | 103    |
| 3   | 99 | Fabien Foret      | Honda    | 93     |
| 4   | 37 | Katsuaki Fujiwara | Suzuki   | 84     |
| 5   | 91 | Christian Kellner | Yamaha   | 65     |

2001 · 2002 · 2005 · 2006 · 2007 · 2016 · 2017